# Béla Belicza
Béla Belicza är en ungersk kanotist.
Han tog bland annat VM-guld i C-1 200 meter i samband med sprintvärldsmästerskapen i kanotsport 1997 i Dartmouth Kanada.